# Żyłka subkostalna

Schemat użyłkowania z oznaczeniami w zmodyfikowanym systemie Comstocka-Needhama.

Żyłka subkostalna, żyłka podżebrowa, żyłka podżeberkowa, żyłka podramieniowa (łac. subcosta, vena subcostalis, vena intercostalis, oznaczenie: Sc-) – jedna z żyłek podłużnych w skrzydle owadów.
Żyłka subkostalna jest zwykle drugą z żyłek podłużnych. Leży za żyłką kostalną, ale przed żyłką radialną. Należy do żyłek wklęsłych. Jest pojedyncza lub rozwidlona na dwie krótkie gałęzie: Sc1 i Sc2. U nowoskrzydłych nasada żyłki subkostalnej kontaktuje się z odsiebną częścią ramienia (łac. ramus axillaris) pierwszego sklerytu aksillarnego, a u ważek z płytką aksillarną. Żyłka subkostalna może uchodzić do żyłki kostalnej, rzadziej do pierwszej gałęzi żyłki radialnej. Żyłka subkostalna może być połączona z kostalną poprzecznymi żyłkami kostalnymi (łac. venae transversocostales) oraz specjalną swoją odnogą, zwaną żyłką barkową (łac. vena humeralis). Żyłka subkostalna może być ponadto połączona z nasadą skrzydła za pomocą poprzecznej żyłki barkowej (łac. vena humeralis transversalis).
Przez żyłkę subkostalną przechodzi tchawka zwana subkostalną (łac. trachea subcostalis), której przypuszczalną odnogą może być także tchawka przechodząca przez żyłkę kostalną.
Pole między żyłką subkostalną a żyłką radialną nazywa się polem subkostalnym (łac. area subcostalis), a komórki znajdujące się w tym polu komórkami subkostalnymi. Z kolei pole między żyłką subkostalną a żyłką kostalną nazywa się polem kostalnym (łac. area costalis), a komórki znajdujące się w tym polu komórkami kostalnymi. Oba pola wchodzą w skład remigium.
U ważek miejsce styku żyłki subkostalnej z kostalną często tworzy wklęśnięcie w przednim brzegu skrzydła zwane nodulusem. U widelnic z rodziny widelnicowatych od żyłki subkostalnej odchodzi dodatkowa żyłka (łac. vena subcostalis accessorialis), która rozgałęzia się ku szczytowi skrzydła.  U muchówek odcinek żyłki subkostalnej przed żyłką radialną określany bywa jako vena auxiliaris.

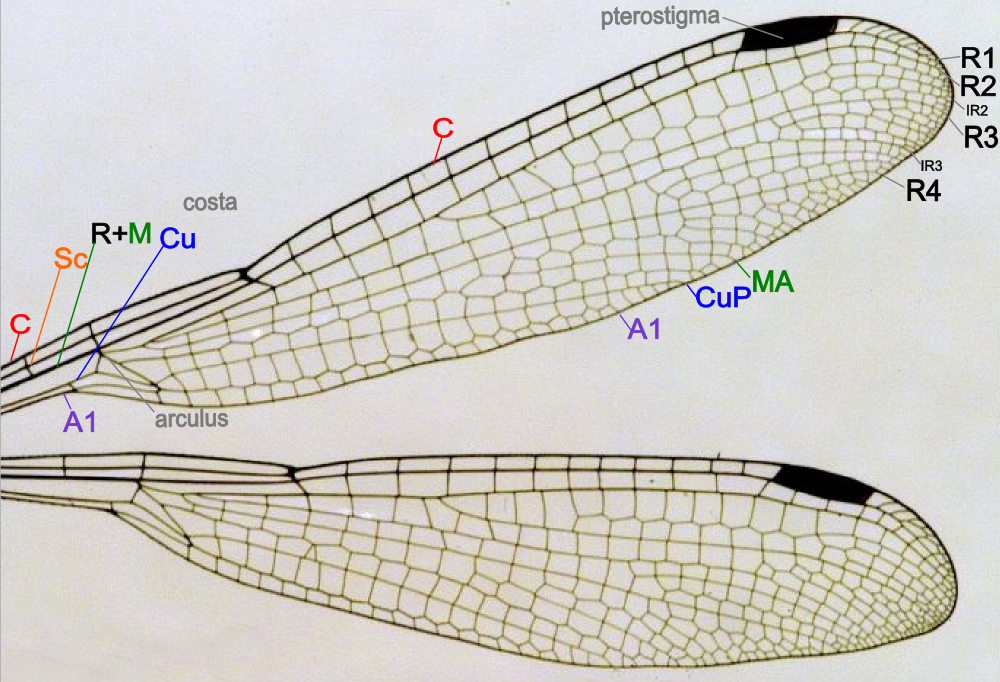
Użyłkowanie u ważki równoskrzydłej
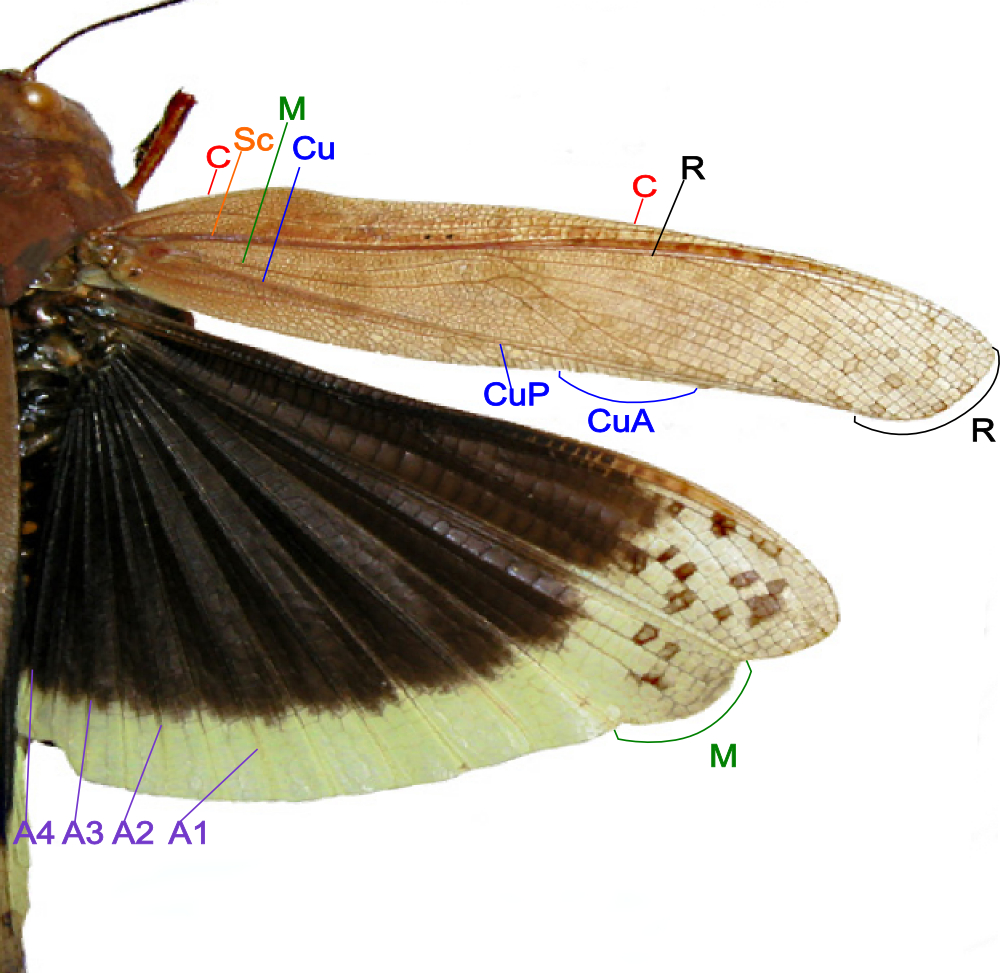
Użyłkowanie u prostoskrzydłego
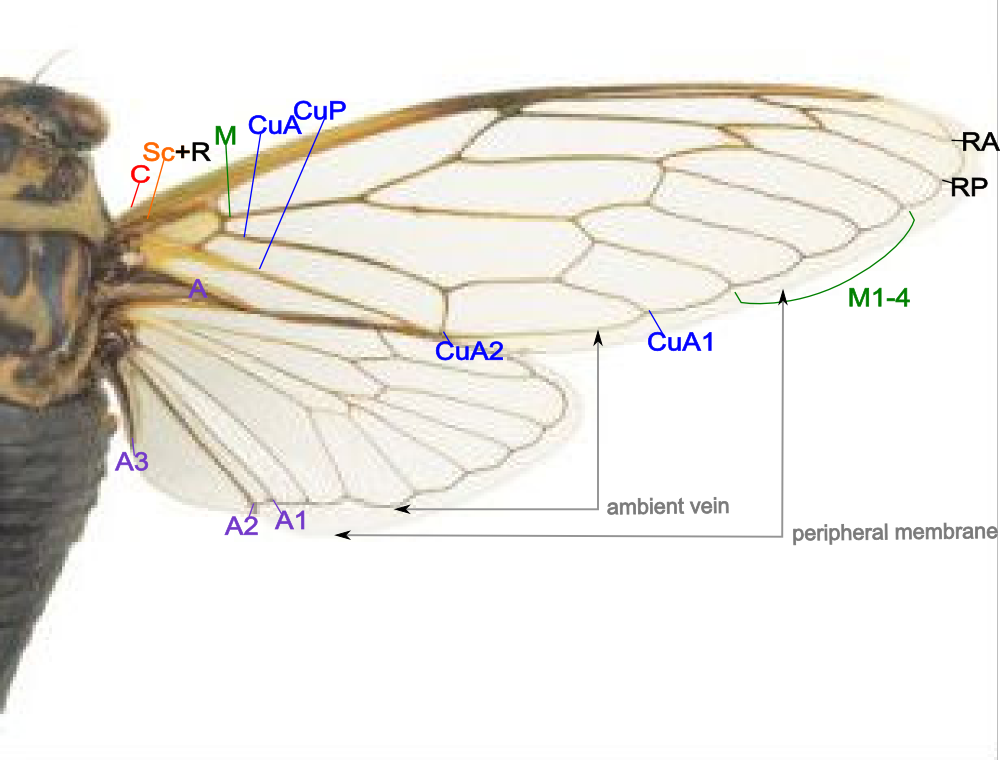
Użyłkowanie u pluskwiaka z podrzędu cykadokształtnych
Użyłkowanie u pluskwiaka z rodziny miodówkowatych (żyłka subkostalna zlana z kostalną; C+Sc)
Użyłkowanie u błonkówki z rodziny gąsienicznikowatych (żyłka subkostalna zlana z radialną; Sc+R)
Silnie zredukowane użyłkowanie u błonkówki z nadrodziny bleskotek (żyłka subkostalna wykształcona w formie żyłki submarginalnej Smv)
Użyłkowanie u muchówki z rodzaju Rachicerus